# Solenobia clathrella
Solenobia clathrella is een vlinder uit de familie van de zakjesdragers (Psychidae). De wetenschappelijke naam van de soort is voor het eerst geldig gepubliceerd in 1837 door Fischer von Röslerstamm.